# Josep Antoni Martí
Josep Antoni Martí   (Tortosa, 1719 - monestir de Montserrat, 3 de gener de 1763) també conegut com a Josep Martí, va ser mestre de capella,compositor i pedagog català. Fou el primer renovador de l'Escola de Montserrat, ben format en l'estil tardobarroc italià.

## Biografia
Poc o gens se sap dels seus anys de formació. Consta que, l'any 1749, deixà la seva feina com a organista i mestre de la capella de l'església de la Soledad, a Madrid, per fer-se monjo a Montserrat. El 9 d'agost del 1753 professà i fou nomenat mestre de capella i de l'Escolania, tasques que continuaria fins a la seva mort, a l'edat de quaranta-tres anys. Dos dels seus deixebles montserratins esdevindrien músics d'anomenada: Anselm Viola i Narcís Casanoves.
La seva producció musical és molt àmplia. Compongué diverses misses per a quatre i cinc veus, una Missa de difunts, una Missa completa per a dos cors i orquestra, una Missa per a dues veus i instruments (que es conserva a la Biblioteca Nacional de Madrid), dues cantates de Nadal per a cor i orquestra, Magnificats, diversos responsoris dedicats al Nadal i a la Nativitat de la Mare de Déu, per a veu i orquestra, sis sonates instrumentals, un Stabat Mater i sis Lamentacions de Setmana Santa.
Influí considerablement en l'escola musical montserratina, en introduir-hi l'estil italianitzant que havia conegut en la seva estada a Madrid. Hom ha trobat ressons de Giovanni Battista Pergolesi en la seva obra, sobretot pel que fa al tractament de les veus i la melodia.

## Obres
- Beata me dicent, a 4 veus i instruments
- Cogitavit Dominus, per a quatre veus i acompanyament
- Ego vir videns, per a 3 veus
- Magnificat, per a quartet vocal solista, cor i orquestra
- Magnificat, per a sis veus, orquestra de corda, 2 trompes i acompanyament d'orgue
- O magnum mysterium: responsori per a les maitines de Nadal, per a soprano, doble cor i orquestra
- Manum suam misit, per a 2 veus i acompanyament de corda
- Matribus suis, per a sis veus
- Peccatem me quotidie, per a 9 veus
- Quem visditis pastores, per a 4 veus i orquestra
- Quomodo sedet sola, per a 8 veus i orquestra
- Silencio: cantata de Navidad, per a veus solistes, cor i orquestra
- Sonata, per a orgue
- Te Deum, laudamus, a 4 veus i orquestra

### Villancets
- Los pastorcillos deixan por la cordera, a 6 veus
- Muchachitos vaya que traigo una letra, a 5 veus i acompanyament
- Silencio de los Dolores
- Suspenda el labio su acento, per a quatre veus i acompanyament
- Villancico de Kalenda: Silencio, abismo, per a cor i orquestra
- Villancico de Kalenda: Obscura mansión triste, per a cor i orquestra